# USS LST-563
O USS LST-563 foi um navio de guerra norte-americano da classe LST que operou durante a Segunda Guerra Mundial.